# (14359) 1988 CU1
A (14359) 1988 CU1 a Naprendszer kisbolygóövében található aszteroida. Eric Walter Elst fedezte fel 1988. február 11-én.

## Kapcsolódó szócikk
- Kisbolygók listája (14001–14500)